# روث وايت (كاتبة)
روث وايت (بالإنجليزية: Ruth White)‏ هي كاتبة للأطفال وكاتِبة أمريكية، ولدت في 15 مارس 1942 في Whitewood, Virginia ‏ في الولايات المتحدة، وتوفيت في 8 يونيو 2017 في هوملستاون في الولايات المتحدة.

## وصلات خارجية
- الموقع الرسمي